# Giólou
Giólou är en ort i Cypern.   Den ligger i distriktet Eparchía Páfou, i den västra delen av landet, 90 km väster om huvudstaden Nicosia. Giólou ligger 332 meter över havet och antalet invånare är 764. Den ligger på ön Cypern.
Terrängen runt Giólou är lite kuperad.Trakten runt Giólou är glesbefolkad, med 10 invånare per kvadratkilometer. Närmaste större samhälle är Pafos, 16,9 km söder om Giólou. Trakten runt Giólou består till största delen av jordbruksmark.